# Miranda Richardson
Miranda Jane Richardson, född 3 mars 1958 i Southport, Merseyside, är en brittisk skådespelare.
För svensk TV-publik är hon mest känd i rollen som Elisabet I i komediserien Svarte Orm. Hon spelade även Rita Skeeter i Harry Potter och den flammande bägaren.

## Filmografi i urval
- 1986 – Blackadder II (TV-serie)
- 1987 – Blackadder the Third (TV-serie)
- 1987 – Solens rike
- 1988 – Blackadder's Christmas Carol (TV-film)
- 1989 – Blackadder Goes Forth (TV-serie)
- 1990 – Dåren
- 1992 – The Crying Game
- 1992 – En förtrollad april
- 1994 – Helt hysteriskt, avsnitt New Best Friend (gästroll i TV-serie)
- 1994 – Tom & Viv
- 1994 – Faderland
- 1996 – Kansas City
- 1997 – Aposteln
- 1998 – Merlin
- 1999 – Alice i Underlandet (TV-film)
- 1999 – Sleepy Hollow
- 1999 – Blackadder: Back and Forth (kortfilm)
- 1999 – Kungen och jag (röst)
- 2000 – Get Carter
- 2000 – Miraklernas man
- 2000 – Flykten från hönsgården (röst)
- 2001 – Snövit
- 2002 – Timmarna
- 2004 – Prinsen & jag
- 2004 – Fantomen på Operan
- 2004 – Helt hysteriskt, avsnitt White Box (gästroll i TV-serie)
- 2005 – Harry Potter och den flammande bägaren
- 2006 – Merlin's Return
- 2006 – Southland Tales
- 2007 – Fred Claus
- 2008 – Kis Vuk (röst)
- 2009 – Young Victoria
- 2010 – Rubicon (TV-serie)
- 2010 – Flickorna i Dagenham
- 2010 – Harry Potter och dödsrelikerna – Del 1
- 2014 – Testament of Youth
- 2015 – Och så var de bara en (miniserie)
- 2019 – Good Omens (TV-serie)
- 2023 – Trollkarlens elefant (röst)
- 2025 – Familjen Munros hemlighet (TV-serie)